# Cour suprême des Pays-Bas
Pour les articles homonymes, voir Cour suprême.
La Cour suprême des Pays-Bas ou Haute Cour des Pays-Bas (traduction du néerlandais : Hoge Raad der Nederlanden, HR) est la plus haute instance judiciaire des Pays-Bas, y compris les territoires autonomes ultra-marins d'Aruba, Curaçao et Saint-Martin, en matière civile, pénale et fiscale. Siégeant à La Haye, elle est responsable de la supervision de l'unité juridique et du développement du droit néerlandais. Ses 53 membres (au maximum), dont son président, sont nommés par arrêté royal sur recommandation de la Seconde Chambre.
Les compétences de la Haute Cour sont essentiellement limitées aux affaires civiles, pénales et fiscales. Elle a le pouvoir d'annuler les décisions rendues par les cours d'appel (cassation) et établit donc la jurisprudence mais seulement si elle estime que le tribunal de première instance applique la loi de manière incorrecte ou si la décision n'est pas suffisamment motivée. Les faits ne font plus l'objet de discussions devant la Haute Cour, qui juge de la procédure. Elle ne peut se prononcer sur la constitutionnalité des lois adoptées par les États généraux et les traités. Les Pays-Bas n'ont donc pas de cour constitutionnelle mais disposent d'un Conseil d'État, traitant le droit administratif.
La devise de la Haute Cour est « Ubi iudicia deficiunt incipit bellum » en latin, « Waar rechterlijke beslissingen te kort schieten begint geweld » en néerlandais et « Quand la justice échoue, la guerre commence » en français.

## Composition
La Haute Cour est composée d'un président, d'un maximum de sept vice-présidents, de trente membres (en néerlandais : raadsheren) au maximum, ainsi que de quinze membres de service spécial au maximum. Les membres ont chacun des compétences sur les quatre chambres.

### Président
Depuis le 1er novembre 2020, Dineke de Groot est présidente de la Haute Cour.

## Historique
Le fonctionnement de la Cour suprême des Pays-Bas est inspiré au départ par le Tribunal de cassation (qui devient la Cour de cassation en 1804), clef de voûte du système judiciaire issu de la Révolution française, créé en 1790 et introduit en 1795 dans la République batave, où il prend la place du Hoge Raad van Holland, Zeeland en West-Friesland (Cour suprême de Hollande, Zélande et Frise occidentale), principal tribunal de la république des Provinces-Unies (1581-1795). 
Elle prend sa forme actuelle en 1838, lorsqu'elle succède à la Hoog gerechtshof der Verenigde Nederlanden, le Haut tribunal du royaume uni des Pays-Bas.

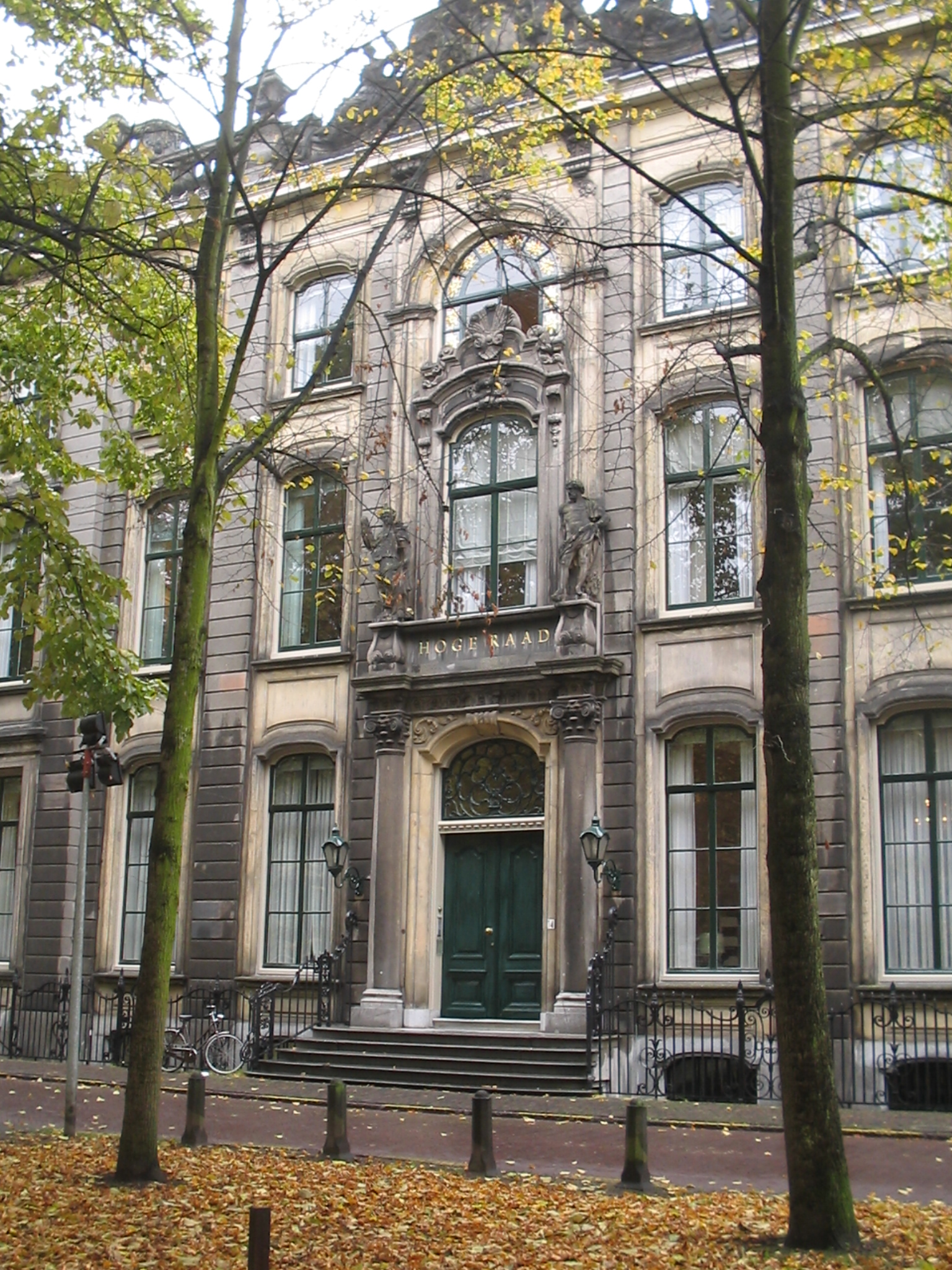
La Huis Huguetan sur le Lange Voorhout à La Haye, siège de la Cour suprême jusqu'en 2016.

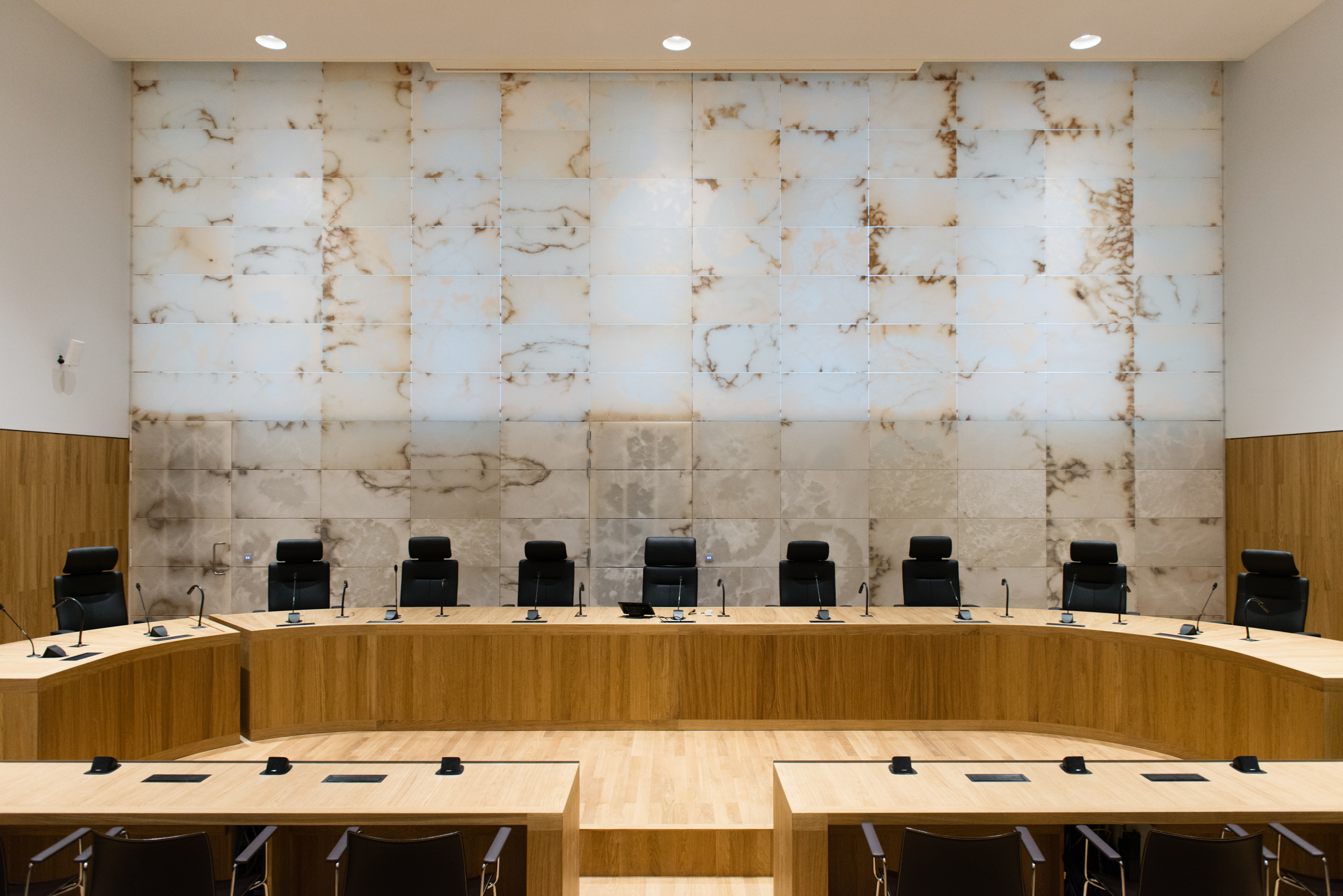
Actuelle salle des séances plénières.

En 2016, la Cour emménage dans son siège actuel, ancien bâtiment de l'ambassade de France aux Pays-Bas, entre le siège de la Police nationale et le ministère des Finances.

## Compétences
Lorsque deux parties ne sont pas d'accord sur une décision d'un tribunal, elles peuvent faire appel à la cour. Ensuite, si le verdict d'appel n'est pas satisfaisant, elles peuvent alors en appeler à la Cour suprême. La Cour suprême prend en compte les décisions des tribunaux inférieurs qui se rapportent au droit civil (première chambre), au droit pénal (deuxième chambre) et au droit fiscal (troisième chambre).

### Description de la tâche
La Cour suprême ne doit pas répéter les actes du procès, puisqu'elle est basée sur les faits mentionnés par la juridiction inférieure établie. En principe, la Cour suprême ne domine le tribunal de première instance que si problème juridique existe. La question à laquelle la Cour suprême peut répondre est relative aux faits établis par la jurisprudence de la juridiction inférieure s'ils sont réalisés.
Une décision d'un tribunal inférieur ne peut être cassée qui si cette décision est entachée par :
- Une violation de la loi (notamment, le tribunal de première instance a mal interprété une disposition législative, selon avis) ;
- Ou omission de formes (notamment, la décision du tribunal inférieur insuffisamment justifiée, selon avis).

## Sources
- (en) Cet article est partiellement ou en totalité issu de l’article de Wikipédia en anglais intitulé « Supreme Court of the Netherlands » (voir la liste des auteurs).